# Morris Vandersteen
Morris Vandersteen (* 11. März 1954 in Brooklyn, New York City, NY, Vereinigte Staaten als Morris Steve Vandersteen) ist ein US-amerikanischer Bodybuilder. Einen Namen machte er sich außerdem als Wrestler der World Wrestling Entertainment in der Rolle des Mighty Dutch (1980–1987).

## Leben
Gemeinsam mit seinem Bruder Greg trainierte er bei Mike Mentzer das Bodybuilding-Trainingskonzept HIT (High Intensity Training), basierend auf dem Trainingskonzept von Arthur Jones. Die maximale Intensität der Übungen führte dazu, dass Vandersteen bereits im Alter von 17 Jahren erfolgreich an Bodybuildingwettbewerben der National Amateur Bodybuilders Association teilnahm. Daneben redigierte und korrigierte er zahlreiche Publikationen von Mentzer zum Thema HIT, die bekannteste ist das Buch Heavy Duty. Viele Werke Mentzers wären aufgrund dessen schlechter Gesundheit nie ohne Vandersteens Hilfe erschienen.
Als Mentzer im Jahr 1980 den fünften Platz im Mr. Olympiawettbewerb belegte und sich dabei von der Jury benachteiligt fühlte, beendete Vandersteen aus Freundschaft mit ihm zusammen seine Karriere. Kurz darauf hatte er bei der World Wrestling Federation seinen ersten Auftritt als Mighty Dutch.
Nachdem Mentzer am 9. Juni 2001 in Los Angeles verstarb, eröffnete Vandersteen in Japan ein Fitness-Studio, wo er unter anderem japanische Ringer und Bodybuilder trainiert und Stuntman ausbildet.